# Gestroania
Gestroania is een geslacht van kevers uit de familie van de loopkevers (Carabidae). De wetenschappelijke naam van het geslacht is voor het eerst geldig gepubliceerd in 1932 door Csiki.

## Soorten
Het geslacht Gestroania omvat de volgende soorten:
- Gestroania amplipennis (Gestro, 1875)
- Gestroania froggatti Macleay, 1888
- Gestroania setipennis Baehr, 2005
- Gestroania storeyi Baehr, 2005